# Kierno
Kierno (niem. Körnen) – osada w północnej Polsce położona w województwie warmińsko-mazurskim, na terenie Natangii, w powiecie bartoszyckim, w gminie Górowo Iławeckie, przy granicy z Rosją. W latach 1975–1998 miejscowość należała administracyjnie do województwa olsztyńskiego.
W 1983 r. funkcjonował tu PGR, w tym czasie ujmowanym w celach statystycznych łącznie z Żywkowem. Kierno należało do sołectwa Żywkowo.
Obecnie w miejscowości brak zabudowy.